# 科吉利尼克河
科吉利尼克河（烏克蘭語：Когильник），是東歐的河流，流經摩爾多瓦和烏克蘭，河道全長243公里，流域面積3,910平方公里，發源自基希訥烏以西，最終注入薩西克潟湖。